# لاكلان راسيل
لاكلان راسيل (بالإنجليزية: Lachlan Russell)‏ هو لاعب دوري الرغبي أسترالي، ولد في 21 يناير 1984.